# Gonibregmatus olivaceus
Gonibregmatus olivaceus är en mångfotingart som beskrevs av Carl Graf Attems 1930. Gonibregmatus olivaceus ingår i släktet Gonibregmatus och familjen Gonibregmatidae. Inga underarter finns listade i Catalogue of Life.